# Tania Bruguera

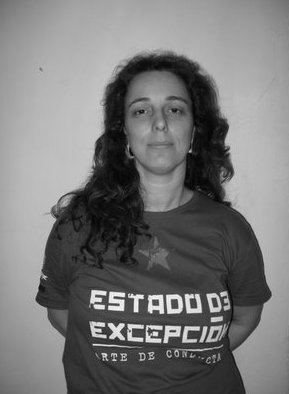
Tania Bruguera 2009

Tania Bruguera Fernández (* 18. Juli 1968 in Havanna) ist eine kubanische Künstlerin, deren Installationen und Performances große internationale Aufmerksamkeit erzielt haben.

## Jugend und Ausbildung
Bruguera ist eine von zwei Töchtern des Revolutionskämpfers, Regierungsfunktionärs und späteren Diplomaten Miguel Brugueras (1939–2006) und der Übersetzerin Argelia Fernández. Sie verbrachte ihre Kindheit in Paris, Beirut und Panama, bevor sich die Eltern aus politischen Gründen scheiden ließen und sie 1979 mit Mutter und Schwester nach Havanna zurückkehrte. Dort besuchte sie zunächst die Kunstförderschule „20. Oktober“ (1980–83) und darauf die Nationalakademie für bildende Künste San Alejandro (1983–87). Ihr anschließendes Kunststudium am Instituto Superior de Arte (ISA) schloss sie 1992 in der Fachrichtung Malerei ab.
Nach ihrem Studium war sie bis 1996 als Dozentin für Malerei am ISA tätig und arbeitete 1992 bis 1993 parallel dazu in einem Kunstprojekt mit verhaltensauffälligen Kindern.
Ab 1997 verbrachte sie einen Großteil ihres Lebens außerhalb Kubas – zunächst in Chicago, wo sie an der Kunsthochschule 2001 einen Masterstudiengang in Performance abschloss und später von 2003 bis 2010 unterrichtete. Später lebte sie in New York. Seit ihrer Rückkehr nach Havanna 2014 ist ihre Reisefreiheit von den kubanischen Behörden wiederholt beschnitten worden.

## Schwerpunkte ihres künstlerischen Schaffens
Brugueras Werk hatte bereits in seiner frühen Phase auf Kuba immer eine politische Dimension. Sie bemüht sich um eine Verbindung von Kunst mit einer möglichst aktiven Auseinandersetzung ihrer Rezipienten mit gesellschaftlichen Problemen, auf die sie aufmerksam macht. Sie prägte dabei die Begriffe „arte útil“ (nützliche Kunst) und „arte de conducta“ (Verhaltenskunst) für ihre Kunstformen. Im Rahmen ihrer Performance El Susurro de Tatlin #6 auf der Biennale Havanna gab sie 2009 Besuchern jeweils für eine Minute Gelegenheit, an einem Rednerpult in einem öffentlichen Raum zu einem beliebigen Thema frei ihre Meinung zu äußern, was später bei den Sicherheitsbehörden zu negativen Reaktionen gegenüber einzelnen Teilnehmern der Aktion führte. Als Teil ihrer langfristigen Initiative Immigrant Movement International startete sie 2014 am Guggenheim Museum das Projekt The Francis Effect, bei dem sie Unterstützerunterschriften sammelte, um Papst Franziskus dazu zu bewegen, allen aufgrund ihres Aufenthaltsstatus benachteiligten Einwanderern weltweit die vatikanische Staatsbürgerschaft zu gewähren.
Kurz nach der Verkündung der geplanten Wiederaufnahme diplomatischer Beziehungen zwischen Kuba und den USA im Dezember 2014 wandte sich Bruguera mit einem Offenen Brief an ihren Staatspräsidenten Raúl Castro, in dem sie ihn zur Definition der politischen Zukunftsvision für das Land aufforderte und gleichzeitig gesellschaftliche Gleichberechtigung und politische Meinungsfreiheit verlangte. Sie rief in der über soziale Netzwerke im Internet verbreiteten Kampagne „#YoTambiénExijo“ („auch ich verlange“) alle Kubaner auf, mit ihr am 30. Dezember 2014 auf den Straßen des Landes den „Beginn der bürgerlichen Freiheiten“ zu feiern.
2015 gründete sie das Künstlerkollektiv «Instituto de Artivismo Hannah Arendt» (INSTAR), um „Bürgerkompetenz und politischen Wandel zu fördern.“ 2021 erhielt sie dafür den mit dem 12.000 Euro dotierten Arnold-Bode-Preis der documenta-Stadt Kassel. Den Unterstützern der zeitgleichen Kickstarter-Kampagne bot sie an, der kubanischen Regierung bei ihrem nächsten Verhör eine persönliche Nachricht zu überbringen.
Im September 2022 wurde Bruguera in die US-National Academy of Design aufgenommen.

## Rezeption
1995 hatte sie in London gemeinsam mit Fernando Rodríguez ihre erste Ausstellung außerhalb Kubas. Brugueras Werke wurden seitdem auf einigen der bedeutendsten internationalen Kunstfestivals präsentiert, darunter die Documenta11 in Kassel, die Biennalen in Venedig, Gwangju und Havanna. Zu den wichtigsten Museen, die ihre Werke gezeigt haben, gehören das Tate Modern, die Whitechapel Art Gallery, das Centre Pompidou, das MoMA PS1, das New Museum of Contemporary Art, das ZKM Karlsruhe, die Kunst-Werke Berlin, die Kunsthalle Wien und das IVAM Valencia.
2010 zeigte das Neuberger Museum of Art in Purchase (New York) unter dem Titel On the Political Imaginary die erste Brugueras Werk gewidmete Retrospektive.
2019 zählte die Tageszeitung The Guardian Brugueras 2008 in der Londoner Tate Modern aufgeführte Performance Tatlin’s Whisper #5 zu den 25 besten Kunstwerken des 21. Jahrhunderts.

## Werke (Auswahl)
- El peso de la culpa (Die Bürde der Schuld), 1997–1999
- Untitled (Kassel), Documenta 11-Beitrag vom 8. Juni–8. September 2002
- El susurro de Tatlin #6 (Tatlins Flüstern #6), Havanna 2009
- Immigrant Movement International (2010–2015)
- The Francis Effect (Der Franziskus-Effekt), 2014
- Where Your Ideas Become Civic Actions (100 Hours Reading „The Origins of Totalitarianism“), 2015[21]

## Auszeichnungen
- 1998 Guggenheim-Stipendium
- 2002 Auszeichnung für Verdienste um die Nationale Kultur, verliehen durch das kubanische Kulturministerium (2015 als Zeichen des Protests gegen die Kulturbehörden zurückgegeben)
- 2008 Prinz-Claus-Preis
- 2013 Meadows Prize, Southern Methodist University[22]
- 2015 Herb-Alpert-Preis (Kategorie: Bildende Künste)[23]
- 2021 Arnold-Bode-Preis für das Künstlerkollektiv «Hannah Arendt Institut für Artivismus»